# Pimelodus altissimus
Pimelodus altissimus är en fiskart som beskrevs av Eigenmann och Pearson 1942. Pimelodus altissimus ingår i släktet Pimelodus och familjen Pimelodidae. Inga underarter finns listade i Catalogue of Life.